# Kraftwerk Limay (SCPC)
Das Kraftwerk Limay ist ein Kohlekraftwerk in der Stadtgemeinde Limay, Provinz Bataan, Philippinen, das an der Bucht von Manila liegt. Seine installierte Leistung beträgt 600 MW. Es liegt ca. 2 km südlich des GuD-Kraftwerks Limay, das im Besitz der Panasia Energy Inc. ist.

## Kraftwerksblöcke
Das Kraftwerk besteht gegenwärtig aus vier Blöcken. Die folgende Tabelle gibt einen Überblick:
| Block | Max. Leistung (MW) | Betriebsbeginn | Turbine | Generator | Dampfkessel | Status     |
| ----- | ------------------ | -------------- | ------- | --------- | ----------- | ---------- |
| 1     | 150                | Mai 2017       | MHPS    | MHPS      |             | in Betrieb |
| 2     | 150                | September 2017 | MHPS    | MHPS      |             | in Betrieb |
| 3     | 150                | März 2018      | MHPS    | MHPS      |             | in Betrieb |
| 4     | 150                | Juli 2019      | MHPS    | MHPS      |             | in Betrieb |

Die Turbinen und Generatoren wurden von Mitsubishi Hitachi Power Systems (MHPS) geliefert. Mit der Errichtung der ersten beiden Blöcke wurde 2013 begonnen.

## Eigentümer
Das Kraftwerk ist derzeit (Stand August 2022) im Besitz der SMC Consolidated Power Corporation (SCPC)  und wird auch von SCPC betrieben; SCPC ist eine Tochter der San Miguel Corporation (SMC).

## Sonstiges
Die Kosten des Projekts werden mit 1,9 Mrd. USD angegeben.